# Brillantes (película)
Brillantes es una película de comedia chilena dirigida por Ignacio González y protagonizada por Álvaro Rudolphy y Fernando Larraín, estrenada el 27 de febrero de 2014 y rodada en Arizona, Estados Unidos. Muchos tropiezos literales y figurados en la que dos desafortunados chilenos protagonizarán una inolvidable aventura en la que además serán perseguidos por la policía estadounidense y una banda del crimen organizado. Una comedia policial llena de acción y humor.

## Trama
Rubén (Fernando Larraín) es un publicista que pasa por uno de los momentos más malos y traumáticos de su vida: pierde su trabajo y a su novia el mismo día es por esto que viaja a Arizona, Estados Unidos, a la casa de su viejo amigo Víctor (Álvaro Rudolphy), para encontrar un poco de paz y tranquilidad, pero bastará un pequeño incidente para que sus vacaciones se conviertan en una loca y desesperada carrera por salvar su vida y la de sus amigos. Rubén y Víctor, serán los prófugos más buscados por la mafia y la policía de Estados Unidos.

## Reparto
- Fernando Larraín como Rubén Barrena.
- Álvaro Rudolphy como Víctor Carracedo.
- Delfina Guzmán como Silvia.
- María Costaguta como Samantha.
- Mack Hilton como Capitán Morrison.
- Víctor Hugo Ogas como Eustaquio Flores.

## Personajes
- Rubén Barrena es un hombre de 41 años publicista y su creatividad y capacidad innovadora le han permitido destacarse, sin embargo, su constante estado de ensoñación, torpeza y distracción suelen traerle problemas. Su estilo “despelotado” contrasta con su ingenuidad para enfrentar la vida y el amor. Su madre ha sido su referente para enfrentar el mundo y su padre ausente, es la figura idealizada del alma gemela, lo admira y añora desde la distancia. Buena persona y amigo fiel, tiene alma de guerrero aunque no cuente con las armas necesarias para luchar.

- Víctor Carracedo es un hombre de 39 años. Llegó a Estados Unidos en busca de la oportunidad que le cambiará su vida. Trabaja como profesor de español y está casado con el amor de su vida, “samantha”. Su aspiración es formar una familia gringa y transformarse en un hombre serio, responsable y adinerado. Simpático, liviano y divertido, es libre e idealista por naturaleza. Poco instruido, más bien inculto, pero capaz de salir adelante con pocas herramientas y la astucia del chileno. Mantiene viva la ilusión de que algún día le dará el palo al gato y se hará millonario.

- Silvia es una mujer de 73 años muy elegante, que proviene de una familia santiaguina, pero de capa caída. Es una mujer fuerte y decidida, ha sacado adelante a su familia sola. Separada, luchadora y dominante, dirige la vida de su hijo Rubén. Lo ama profundamente pero lo ve como un “vago”, no confía en sus capacidades y lo ve indefenso e incapaz de hacerse cargo de su propia vida. No tiene pelos en la lengua, y a los setenta y tantos, disfruta de la tercera edad junto a sus amigas y compañeras de bridge, a las que engaña, de vez en cuando, porque Silvia “nunca pierde”.

- Samantha es una gringa simpática y muy bonita de 32 años. Logró encantar y domar a Víctor el amor de su vida. Sueña con ser madre, y este sueño se ha transformado en su mayor obsesión. Irá tras su sueño a toda costa.

- Capitán Morrison es un antiguo y destacado oficial de policía norteamericano. Profesional, agresivo y directo. No tolera la estupidez y pierde la paciencia fácilmente. Los latinos no son sus extranjeros favoritos, empezando por Flores con quien trabaja a regañadientes.

- Eustaquio Flores es hijo de inmigrantes latinos. Su familia es mexicana y es un gran admirador de sus raíces. Su gran orgullo es pertenecer al cuerpo de Policía del Estado de Utah. Sin embargo es racista, siempre ha odiado a los gringos, pero desgraciadamente trabaja para ellos como traductor.

## Producción
La película se comenzó a trabajar hace 6 años con los guiones y en 2010 empezó su rodaje, pero se tuvo que posponer debido a la falta de financiamiento. En 2013 se continuó el rodaje pero esta vez se reinició todo y se eliminaron las primeras grabaciones que se habían editado en 2010, para así dar paso a su estreno en 2014.